# Buster Posey

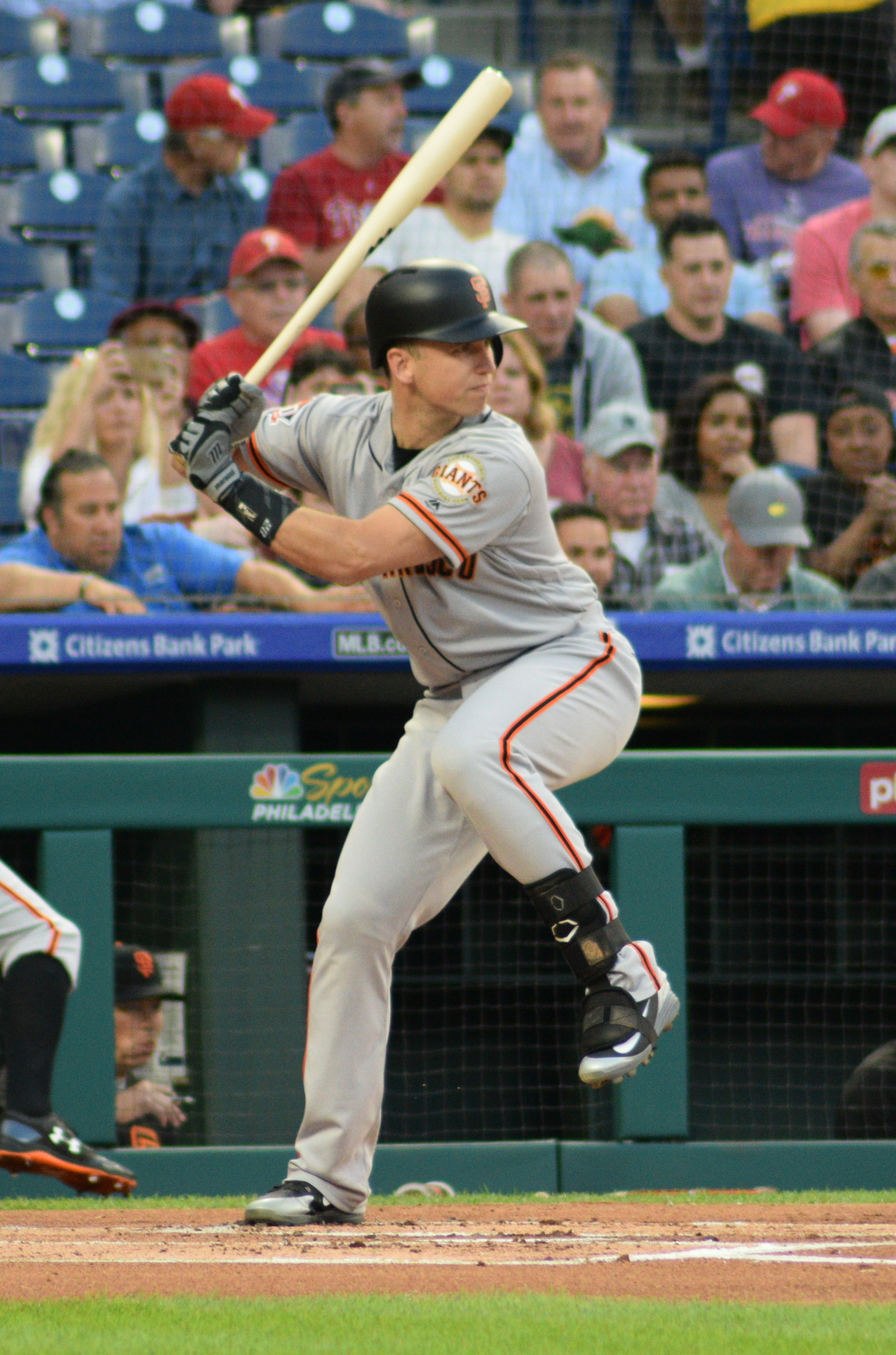
Buster Posey i San Francisco Giants dräkt 2018.

Gerald Dempsey "Buster" Posey III, född den 27 mars 1987 i Leesburg i Georgia, är en amerikansk professionell basebollspelare som spelar för San Francisco Giants i Major League Baseball (MLB). Posey är catcher.
Posey draftades av Los Angeles Angels of Anaheim 2005 som 1 496:e spelare totalt. Han valde dock att inte skriva kontrakt med Angels. I stället draftades han igen tre år senare, denna gång av San Francisco Giants och nu gick han som femte spelare totalt.
Posey har vunnit World Series tre gånger (2010, 2012 och 2014) och har sju gånger tagits ut till MLB:s all star-match. Vidare har han en gång erhållit MVP Award som National Leagues mest värdefulla spelare och under hans debutsäsong utsågs han till Rookie of the Year i samma liga. Han har även vunnit fyra Silver Slugger Awards och en Gold Glove Award.